# Корьки
Корьки́ — посёлок в Новосильском районе Орловской области. Входит в Прудовское сельское поселение.

## География
Расположен на равнинном месте в 12 км. от  Новосиля, в 2 км от ближайшего населённого пункта Мужиково. Недалеко от посёлка находится исток речки Верещаги.

## История
Посёлок образовался в послереволюционное (1917 года) советское время. Основными переселенцами были жители, в настоящее время нежилой, деревни Новосергеевка.

## Население
| 2010 |
| ---- |
| 1    |

## Примечание
1. 1 2  Всероссийская перепись населения 2010 года. 7. Численность населения городских округов, муниципальных районов, городских и сельских поселен